# Chat calico
Cet article possède un paronyme, voir Calico.

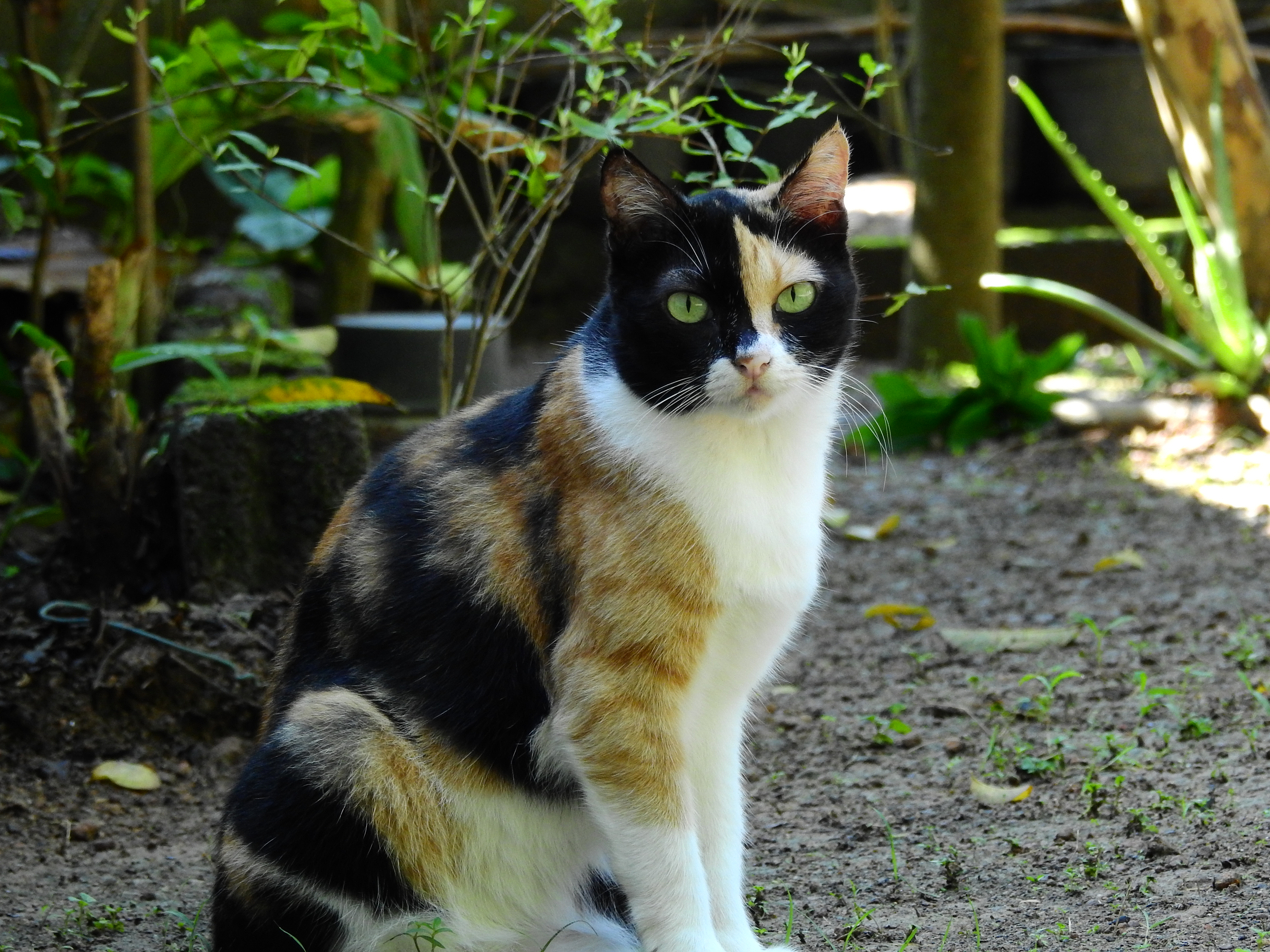
Un British Shorthair avec un motif calico.

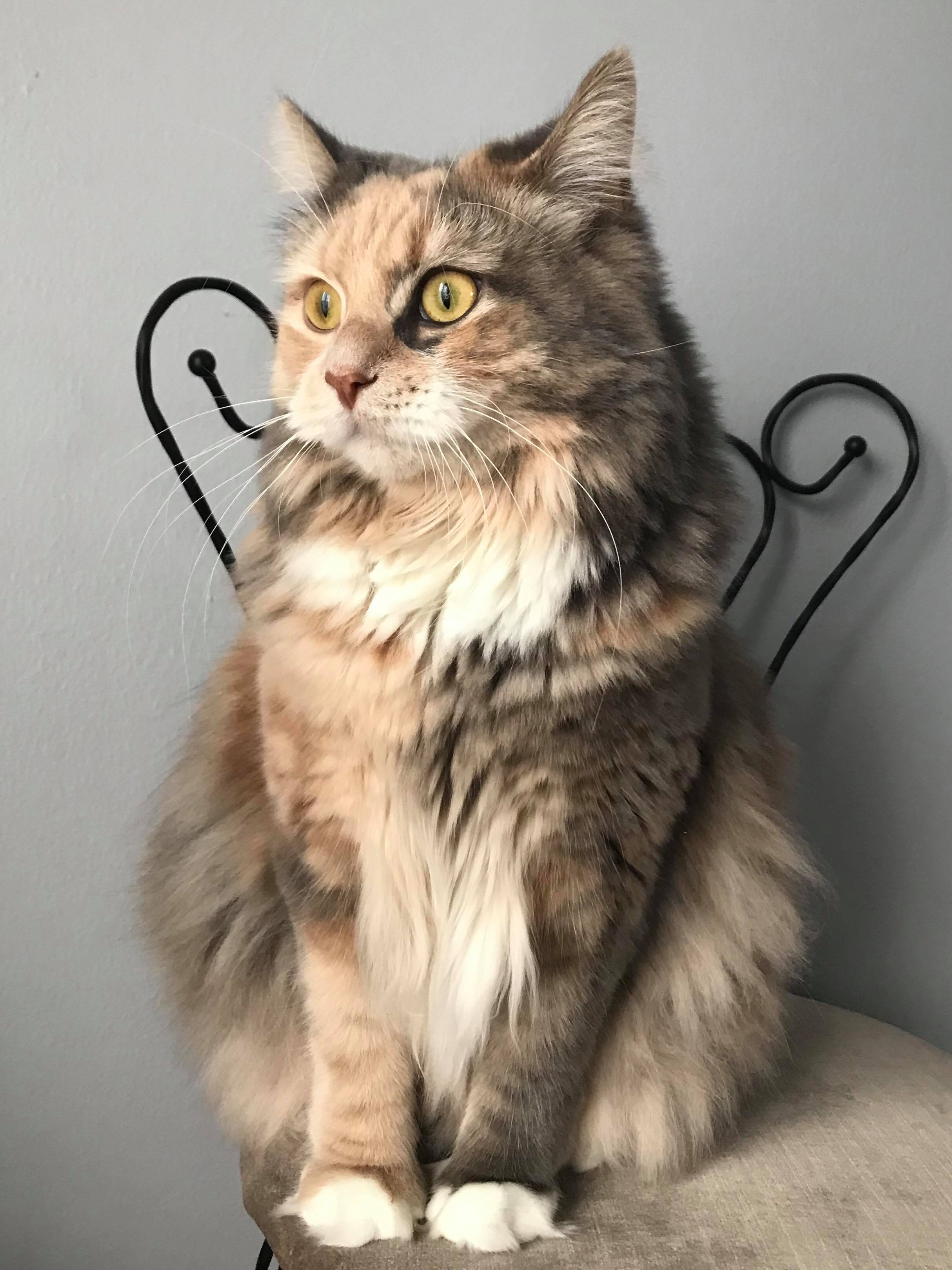
Un chat à poils longs avec un motif calico.

Un chat calico ou chat tricolore est un chat dont le pelage est généralement de 25 % à 75 % blanc avec de grandes taches orange et noires (parfois crème et grises). Un pelage calico ne doit pas être confondu avec une écaille de tortue, qui présente une couche principalement tachetée de noir/ orange ou de gris/ crème avec relativement peu ou pas de marques blanches. Cependant, hors de l'Amérique du Nord, les calicos sont plus communément appelés écaille de tortue et blanc. Les autres noms incluent bringé, chat tricolore, tobi mi-ke (japonais pour « triple fourrure ») et lapjeskat (néerlandais pour « patches cat »); les calicos à coloration diluée ont été appelés calimanco ou tigre trouble. Parfois, la coloration calico tricolore est combinée avec un motif tabby ; ce tabby calico- patched est appelé un caliby.

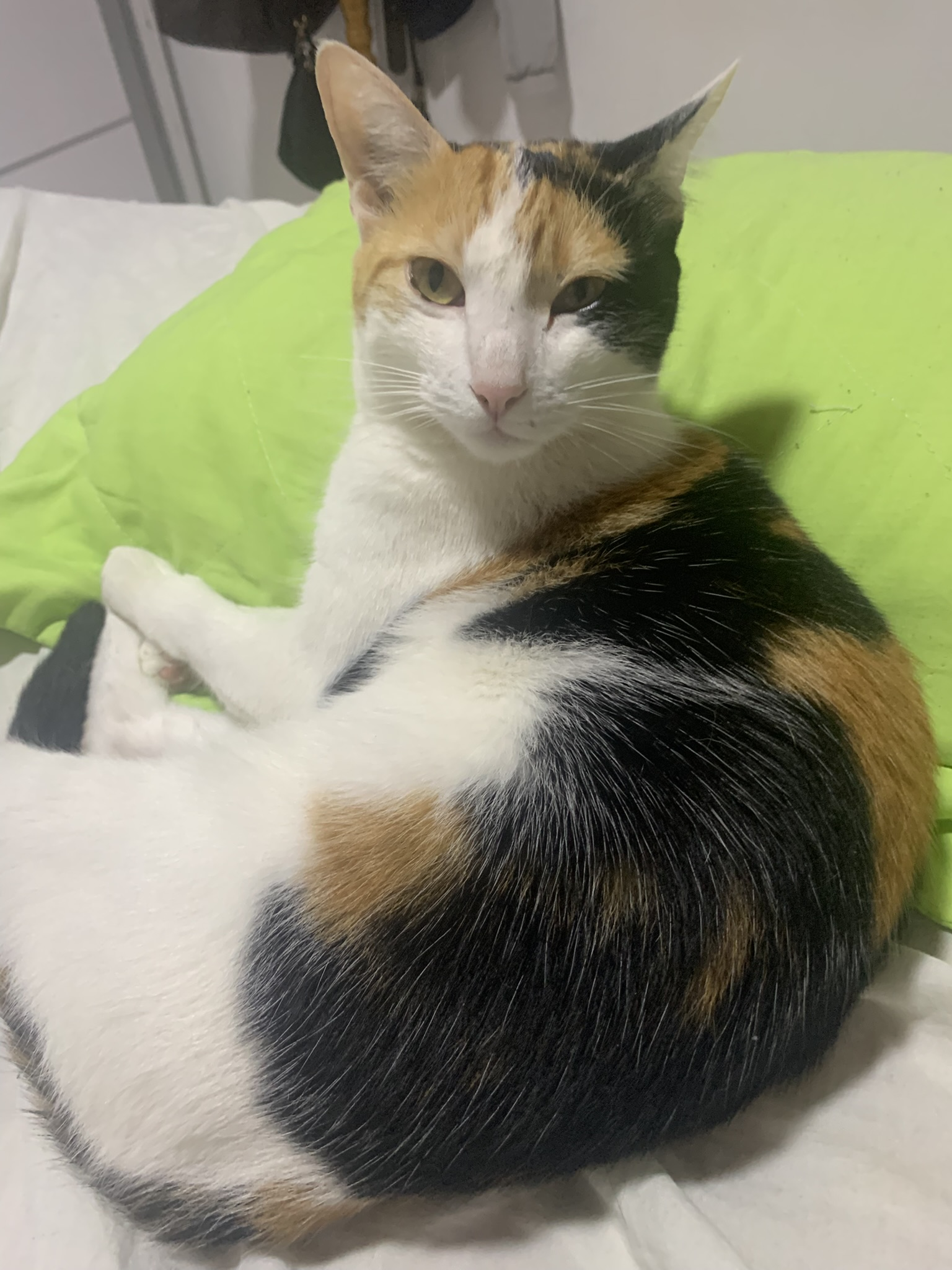
Un chat calico allongé sur un coussin vert.

« Calico » se réfère uniquement à un motif de couleur sur la fourrure, en référence au tissu calicot, imprimé coloré, et non à une race spécifique. Parmi les races dont les normes formelles permettent la coloration calico, on trouve le chat Manx, le American Shorthair, le Maine Coon, le British Shorthair, le chat persan, le Mau arabe, le Bobtail japonais, l'exotic Shorthair, le Sibérien, le Turc de van, l'angora turc et le chat de la forêt norvégienne[réf. souhaitée].
Parce que la détermination génétique des couleurs de la robe chez les chats est liée au chromosome X, les calicos sont presque toujours des femelles, avec une couleur liée au chromosome X maternel et une deuxième couleur liée au chromosome X paternel, Les mâles ne représentent que 0,1 % de cette population, et sont le fruit d’une anomalie génétique : au lieu de posséder deux chromosomes (XY), ils en possèdent trois (XXY). Ces chats souffrent du syndrome de Klinefelter et sont stériles. Les mâles calicos ont une chance infime de ne pas être stérile (0,000001/1 environ). 
Dans la plupart des cas, les mâles n'ont qu'une seule couleur (par exemple, le noir) car ils n'ont qu'un seul chromosome X. Rarement, les calicos mâles peuvent se reproduire lorsqu'un chat mâle possède des cellules avec les chromosomes XX et d'autres avec les chromosomes XY (les organes génitaux notamment), c'est alors une chimère. Un calico mâle peut aussi rarement être fertile lorsque certaines cellules de la peau du chaton en développement mutent spontanément.
Les chats calicos peuvent également être de couleur plus claire - calicos dilués. Assez commun parmi les calicos, les dilués se distinguent en ayant des couleurs grises (dites bleues), crème et or au lieu des taches traditionnelles noires, rouges et brunes avec leur blanc. Les calicos dilués sont également appelés calicos légers car ils n'ont pas de couleurs foncées dans leurs manteaux.

## Histoire
Le modèle de pelage des chats calicos ne définit aucune race, mais se produit accidentellement chez les chats qui expriment une gamme de modèles de couleurs; en conséquence, l'effet n'a pas de contexte historique définitif. Cependant, l'existence de patchs chez les chats calicos a été retrouvée dans une certaine mesure par Neil Todd dans une étude déterminant la migration des chats domestiques le long des routes commerciales en Europe et en Afrique du Nord. La proportion de chats ayant ce gène orange trouvé dans les calicos a été attribuée aux villes portuaires le long de la Méditerranée en Grèce, en France, en Espagne et en Italie, originaires d'Égypte. 

## Génétique

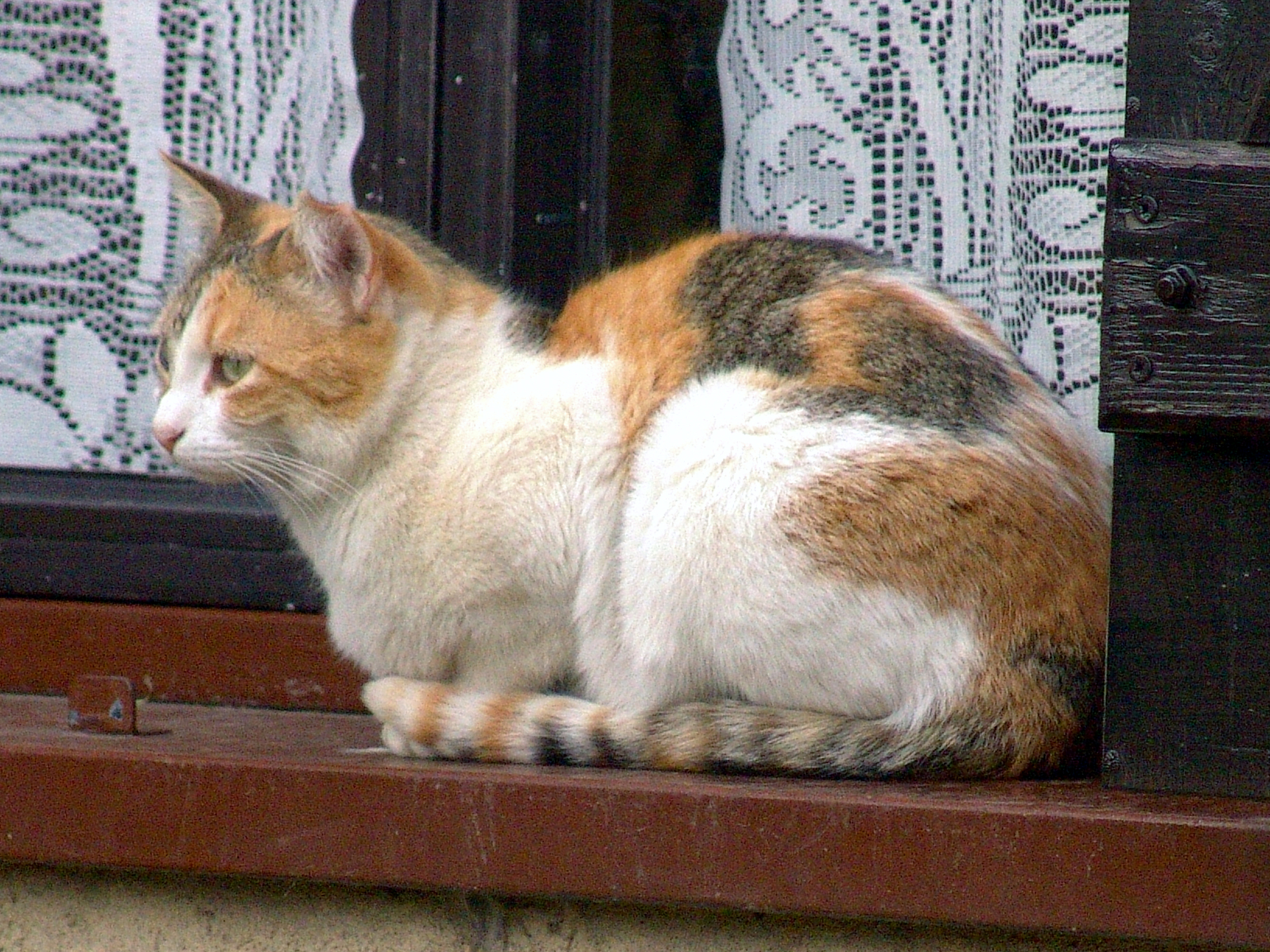
Chatte calico.

En termes génétiques, les chats calicos sont des écailles de tortue à tous points de vue, sauf qu'en plus ils expriment un gène de taches blanches. Il y a cependant une anomalie : en règle générale, plus les zones de blanc sont grandes, moins il y a de taches de gingembre et de poil foncé ou tabby. En revanche, une écaille de tortue non tachetée de blanc a généralement de petites taches de couleur ou même quelque chose comme un saupoudrage de sel et de poivre. Cela reflète les effets génétiques sur les vitesses relatives de migration des mélanocytes et d'inactivation du chromosome X dans l'embryon.
Une étude sérieuse des chats calicos semble avoir commencé vers 1948 lorsque Murray Barr et son étudiant diplômé EG Bertram ont remarqué des masses sombres en forme de pilon à l'intérieur des noyaux des cellules nerveuses des chats femelles, mais pas chez les chats mâles. Ces masses sombres sont devenues des corps de Barr. En 1959, le biologiste cellulaire japonais Susumu Ohno a déterminé que les corps de Barr étaient des chromosomes X. En 1961, Mary Lyon propose le concept d'inactivation X : l'un des deux chromosomes X à l'intérieur d'une femelle mammifère s'éteint. Elle a observé cela dans les motifs de couleur du pelage chez la souris.
Les chats calico sont presque toujours des femelles car le locus du gène pour la coloration orange / non orange se trouve sur le chromosome X. En l'absence d'autres influences, telles que l'inhibition de la couleur qui provoque la fourrure blanche, les allèles présents dans ces loci orange déterminent si la fourrure est orange ou non. Les chats femelles, comme tous les mammifères placentaires femelles, ont normalement deux chromosomes X. En revanche, les mammifères placentaires mâles, y compris les chats mâles chromosomiquement stables, ont un chromosome X et un Y,,. Étant donné que le chromosome Y n'a pas de locus pour le gène orange, il n'y a aucune chance qu'un mâle XY puisse avoir à la fois des gènes orange et non orange, ce qui est nécessaire pour créer une coloration écaille de tortue ou calico.
Une exception est que, dans de rares cas, une division cellulaire défectueuse peut laisser un chromosome X supplémentaire dans l'un des gamètes qui ont produit le chat mâle. Ce X supplémentaire est ensuite reproduit dans chacune de ses cellules, une condition appelée XXY ou syndrome de Klinefelter. Une telle combinaison de chromosomes pourrait produire des marques d'écaille ou de calico chez le mâle, de la même manière que les chromosomes XX les produisent chez la femelle.
Tous les chats mâles calicos ou écaille, sauf un sur dix mille, sont stériles en raison de l'anomalie chromosomique, et les éleveurs rejettent toute exception à des fins de reproduction, car ils sont généralement de mauvaise qualité physique et de fertilité. Même dans les rares cas où un calico mâle est sain et fertile, la plupart des registres de chats ne les acceptent pas comme animaux d'exposition.
Comme Sue Hubble l'a déclaré dans son livre Shrinking the Cat: Genetic Engineering avant We Knew about Genes, « La mutation qui donne aux chats mâles un pelage couleur gingembre et aux femelles gingembre, écaille ou calico a produit une carte particulièrement révélatrice. Le gène mutant orange ne se trouve que sur le chromosome X, ou femelle. Comme pour les humains, les chats femelles ont des chromosomes sexuels appariés, XX, et les chats mâles ont des chromosomes sexuels XY. Le chat femelle peut donc avoir le gène mutant orange sur un chromosome X et le gène d'une robe noire sur l'autre. Le gène piebald se trouve sur un chromosome différent. S'il est exprimé, ce gène code le blanc, ou pas de couleur, et est dominant sur les allèles qui codent une certaine couleur (c.-à-d. Orange ou noir), ce qui rend les taches blanches sur les chats calicos. Si tel est le cas, ces différents gènes seront exprimés dans une couche tachetée du type écaille ou calico. Mais le mâle, avec son seul chromosome X, n'a qu'un seul de ces gènes de couleur de robe: il peut être non-gingembre ou il peut être gingembre (bien que certains gènes modificateurs puissent ajouter un peu de blanc ici et là), mais à moins qu'il ait une anomalie chromosomique, il ne peut pas être un chat calico ». Il est actuellement très complexe de reproduire les motifs de fourrure des chats calicos par clonage. Penelope Tsernoglou a écrit : « Ceci est dû à un effet appelé inactivation liée à l'X qui implique l'inactivation aléatoire d'un des chromosomes X. Étant donné que tous les mammifères femelles ont deux chromosomes X, on peut se demander si ce phénomène pourrait avoir un impact plus répandu sur le clonage à l'avenir ».
Les chats calicos ont peut-être déjà fourni des résultats concernant les différences physiologiques entre les mammifères mâles et femelles,.

## Folklore
On pense que les chats de cette coloration portent chance dans le folklore de nombreuses cultures. En Allemagne, le mot pour un chat à coloris calico est "Glückskatze"; littéralement, "chat porte-bonheur". Aux États-Unis, ils sont parfois appelés chats d'argent.
Un chat de couleur calico est également le chat d'État du Maryland aux États-Unis depuis le 1er octobre 2001. Les chats calicos ont été choisis comme chat d'état parce que leur coloration blanche, noire et orange ressemble à la coloration de l'oriole de Baltimore (l'oiseau d'État) et du papillon à damier de Baltimore (l'insecte d'État).
À la fin du XIXe siècle, Eugene Field publie Le Duel, un poème pour enfants également connu sous le nom de Le chien Vichy et le chat Calico.
Au Japon, les figurines Maneki-neko représentent des chats calico, porte-bonheur. Les marins japonais avaient souvent un chat de navire calico pour se protéger contre le malheur en mer.